# دبليو سي دبليو فيرسيس. إن دبليو أو: وورلد تور
دبليو سي دبليو فيرسيس. إن دبليو أو: وورلد تور (بالإنجليزية: WCW vs nWo: World Tour)‏ ، هي لعبة فيديو إلكترونية من نوع رياضة مصارعة الحرة للمحترفين، نشرها شركة تي إتش كيو الأمريكية سنة 1997م، وتعمل حصراً لنظام نينتدو 64.

## تقييم
قامت غيم برو بتقييم اللعبة بمرتبة 4 من 5. ، أما موقع جي سبوت قامت تقييمها 3 من 5  ، وآي جي إن الأمريكية قامت بتقييم النهائي بنسبة 7.5 من 10.